# ARD
ARD (на немски: Arbeitsgemeinschaft der öffentlich-rechtlichen Rundfunkanstalten der Bundesrepublik Deutschland – в превод: Работна общност на публично-правните радио-телевизионни учреждения на Федерална република Германия) e обществена медия в Германия със седалище в Майнц, провинция Рейнланд-Пфалц.
Предлага телевизионните канали Das Erste (Първи), EinsPlus (ЕдноПлюс), Einsfestival (Еднофестивал) и EinsExtra (ЕдноЕкстра), както и регионални програми. ARD, ZDF и „Радио Германия“ (Deutschland Radio) са обществените медии в Германия.
ARD включва общо 11 телевизионни канала, 55 радио-програми, 16 оркестъра и 8 хора. В ARD са постоянно назначени около 20 000 души, от които 100 кореспонденти от 30 места в света. Годишният бюджет възлиза на ок. 6,3 милиона евро.
ARD е най-голямата медия в Германия. Основана е през 1950 г.